# Muniba Mazari
Muniba Mazari Baloch ( urdu : منیبہ مزاری;  3 de marzo de 1987), también conocida como la Dama de Hierro de Pakistán es una activista, presentadora, modelo, cantante y oradora motivacional pakistaní. Se convirtió en embajadora nacional de ONU Mujeres Pakistán tras ser preseleccionada entre las 100 mujeres inspiradoras de 2015 por la BBC. También entró en la lista Forbes 30 under 30 de 2016.
Muniba Baloch es también la primera modelo y presentadora de Pakistán que utiliza una silla de ruedas. Utiliza silla de ruedas debido a las lesiones que sufrió en un accidente de tráfico a los 21 años. Apareció como presentadora en el programa social Main Nahi Hum, de Hum News.

## Biografía
Muniba Mazari Baloch es de origen baluchi y pertenece a la tribu de los mazari. Nació en Rahim Yar Khan, en el sur del Punyab, el 3 de marzo de 1987. Estudió en la Escuela Pública del Ejército y más tarde cursó estudios universitarios en su ciudad natal para obtener un BFA (grado en Bellas Artes). A los 18 años, antes de poder completar sus estudios, se casó. En 2008 sufrió un accidente que la dejó parapléjica.

### Accidente y recuperación
El 27 de febrero de 2008, ella y su marido viajaban de Quetta a Rahim Yar Khan, cuando tuvieron un accidente en el que sufrió lesiones graves, como fractura de huesos del brazo (radio y cúbito), caja torácica, omóplato, clavícula y columna vertebral. También sufrió cortes profundos en los pulmones y el hígado. Además, toda la parte inferior de su cuerpo quedó paralizada. Fue trasladada a un hospital cercano, que no estaba equipado para tratar un caso tan grave, luego la trasladaron a un hospital de Rahim Yar Khan y, por último, la ingresaron en el Hospital Universitario Aga Khan de Karachi. Después de la cirugía, permaneció postrada en la cama durante dos años. Comenzó fisioterapia, que la ayudó a recuperarse lo suficiente como para utilizar una silla de ruedas.
Tras el tratamiento de sus lesiones, Muniba se trasladó a Rawalpindi. En 2011, cuatro años después del accidente, Muniba adoptó a su hijo Nael.

## Trayectoria
Muniba Mazari ha adquirido fama en múltiples áreas, como artista, activista, presentadora, modelo, cantante y oradora motivacional. Sin embargo, la mayor parte de su carrera se ha forjado en la pintura y las charlas motivacionales.

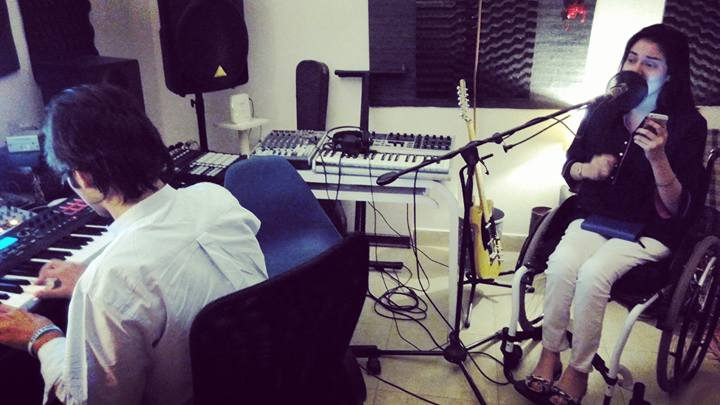
Muniba Mazari en producciones de Earodrome con Asad Ali Khan en 2015

Mientras pintaba, encontró un empleo trabajando para Areeb Azhar para administrar su página de Facebook por un sueldo mensual. También empezó a trabajar en la escuela de su hijo para un proyecto de startup llamado Dheeray Bolo (Habla despacio), que consistía en enseñar urdu en varias escuelas. El director general de la Televisión de Pakistán (PTV) en aquel momento, Mohammad Malick, supo de ella gracias a su charla TED y le pidió que trabajara en PTV. También trabajó para Clown Town en septiembre de 2014, lo que le permitió trabajar con niños y ancianos.
Aparte de esto, Muniba fue elegida por Pond's como la Mujer Milagro de Pond's. También fue elegida por la peluquería internacional Toni & Guy para convertirse en la primera modelo asiática en silla de ruedas. Su primera campaña se tituló Women of Substance.
Muniba Mazari ha participado en la campaña Dil Say Pakistan para difundir el sentimiento de patriotismo y unidad en Pakistán. Ha actuado como cantante para ellos, incluso en un vídeo de YouTube que se publicó en agosto de 2017 como parte de su campaña del Día de la Independencia de ese año.
En junio de 2019, Muniba fue nombrada por el anterior primer ministro de Pakistán, Imran Khan, para formar parte del primer Consejo Nacional de la Juventud de Pakistán.

### Artista
Muniba empezó a pintar en la cama del hospital y utiliza acrílicos sobre lienzo. Con el lema Let Your Walls Wear Colours (Deja que tus paredes se vistan de colores), creó su propia marca de arte llamada Muniba's Canvas. Ha presentado sus obras en exposiciones, incluida una exposición de seis días celebrada en Lahore del 19 de abril de 2016 al 24 de abril de 2016. Esta exposición se llevó a cabo en Collectors Galleria y mostró 27 pinturas acrílicas.
Su primera exposición internacional se celebró en Dubái, titulada And I Choose To Live, en la Pakistan Association Dubai. La exposición, de dos días de duración, y organizada por la Embajada de Pakistán, Poetic Strokes y The Collectors Galleria, Lahore, fue inaugurada por Moazzam Ahmad Khan, embajador de Pakistán en los Emiratos Árabes Unidos.
Ha exhibido su arte en varias otras exposiciones, así como con fines benéficos, entre ellas:
- USEA Art Club, Islamabad (exposición individual).
- Nomad Art Gallery (exposición colectiva).
- Tribal Heritage Art and Craft Gallery, Islamabad (exposición colectiva).
- Galería My Art World, Islamabad (exposición colectiva).
- Trabajó en un proyecto para la Embajada de los Estados Unidos de América Overseas Buildings Operations, Islamabad.
- Exposición benéfica de arte del Alto Comisionado australiano para una escuela cristiana de Rawalpindi.
- Exposición en el Hotel Serena de Islamabad, en colaboración con la Universidad Nacional de Lenguas Modernas.
- Colaboración con tres artistas para una exposición en el Arts Council, Rawalpindi, en 2011.
- Participó en un acto benéfico para el Alto Comisionado de las Naciones Unidas para los Refugiados (ACNUR). También donó un cuadro a ACNUR y al Ministerio de Desarrollo de la Mujer durante una exposición para refugiados organizada por la ONG SACH (Struggle for Change), con sede en Islamabad.

### Oradora motivacional
Ha participado como oradora motivacional en varios frentes, siendo su primera oportunidad TED Talks, Islamabad. Algunos de sus trabajos notables como oradora incluyen:
- Red de Organizaciones de Empresarios, Pakistán.
- Discurso motivacional en la Army Public School de Peshawar y en el Combined Military Hospital de Peshawar. También cantó Ye Watan Tumhara Hai de Mehdi Hassan junto con el cantautor y productor jamshaid.
- Cumbre de líderes.
- Discurso de motivación en el Centro de Formación del Banco Alfalah, Lahore.
- Invitada al Día de la Mujer Emprendedora en la Escuela de Negocios de la Universidad Nacional de Ciencias y Tecnología.
- Charla sobre emprendimiento social en la Reunión Youth Alumni Reunion de 2014.
- Organización de Jóvenes Presidentes (YPO).[13]
- VCon Malasia.[13]
- Vcon Dubai.[13]

## Premios y reconocimientos
- 100 mujeres inspiradoras de 2015 (BBC).[14][15]
- 500 musulmanes más influyentes del mundo.[16]
- Primera Embajadora de Buena Voluntad de Pakistán para ONU Mujeres.[17]
- Forbes 30 menores de 30 - 2016.[18][19][20]
- Premios Karic Brothers 2017 en Serbia por la Fundación Karic.[21]
- Recibió el premio Karic Brothers en Belgrado, Serbia, en la categoría de servicios humanitarios.[22]